# Boubiers
Boubiers és un municipi francès, situat al departament de l'Oise i a la regió dels Alts de França. L'any 2007 tenia 366 habitants.

## Demografia

### Població
El 2007 la població de fet de Boubiers era de 366 persones. Hi havia 124 famílies de les quals 16 eren unipersonals (8 homes vivint sols i 8 dones vivint soles), 44 parelles sense fills i 64 parelles amb fills.
La població ha evolucionat segons el següent gràfic:
Habitants censats

### Habitatges
El 2007 hi havia 151 habitatges, 134 eren l'habitatge principal de la família, 6 eren segones residències i 11 estaven desocupats. 145 eren cases i 2 eren apartaments. Dels 134 habitatges principals, 109 estaven ocupats pels seus propietaris, 18 estaven llogats i ocupats pels llogaters i 7 estaven cedits a títol gratuït; 6 tenien dues cambres, 15 en tenien tres, 29 en tenien quatre i 84 en tenien cinc o més. 106 habitatges disposaven pel capbaix d'una plaça de pàrquing. A 48 habitatges hi havia un automòbil i a 81 n'hi havia dos o més.

### Piràmide de població
La piràmide de població per edats i sexe el 2009 era:
| Homes | Edats   | Dones |
| ----- | ------- | ----- |
| 0     | 95 o +  | 0     |
| 0     | 90 a 94 | 0     |
| 4     | 85 a 89 | 8     |
| 4     | 80 a 84 | 0     |
| 4     | 75 a 79 | 4     |
| 4     | 70 a 74 | 0     |
| 0     | 65 a 69 | 12    |
| 4     | 60 a 64 | 4     |
| 20    | 55 a 59 | 16    |
| 20    | 50 a 54 | 20    |
| 28    | 45 a 49 | 16    |
| 8     | 40 a 44 | 8     |
| 20    | 35 a 39 | 12    |
| 4     | 30 a 34 | 12    |
| 8     | 25 a 29 | 0     |
| 24    | 20 a 24 | 4     |
| 8     | 15 a 19 | 8     |
| 16    | 10 a 14 | 8     |
| 0     | 5 a 9   | 16    |
| 8     | 0 a 4   | 4     |

## Economia
El 2007 la població en edat de treballar era de 260 persones, 194 eren actives i 66 eren inactives. De les 194 persones actives 175 estaven ocupades (96 homes i 79 dones) i 19 estaven aturades (6 homes i 13 dones). De les 66 persones inactives 27 estaven jubilades, 22 estaven estudiant i 17 estaven classificades com a «altres inactius».

### Ingressos
El 2009 a Boubiers hi havia 139 unitats fiscals que integraven 389 persones, la mediana anual d'ingressos fiscals per persona era de 22.335 €.

### Activitats econòmiques
Dels 11 establiments que hi havia el 2007, 4 eren d'empreses de construcció, 2 d'empreses de comerç i reparació d'automòbils, 1 d'una empresa de transport, 1 d'una empresa immobiliària i 3 d'empreses de serveis.
Dels 5 establiments de servei als particulars que hi havia el 2009, 1 era un taller de reparació d'automòbils i de material agrícola, 1 paleta, 1 lampisteria, 1 empresa de construcció i 1 agència immobiliària.

## Equipaments sanitaris i escolars
El 2009 hi havia una escola maternal integrada dins d'un grup escolar amb les comunes properes formant una escola dispersa.

## Poblacions més properes
El següent diagrama mostra les poblacions més properes.